# Henrique VI do Sacro Império Romano-Germânico
Henrique VI (Nimega, novembro de 1165 – Messina, 28 de setembro de 1197) foi o Imperador Romano-Germânico de 1191 até sua morte, além de Rei da Sicília, Rei da Itália e Rei dos Romanos. Era o segundo filho do imperador Frederico I e sua segunda esposa Beatriz I, Condessa da Borgonha.

## Biografia
Foi coroado como Rei dos Romanos em Bamberg em junho de 1169 e como Imperador Romano-Germânico em 1193, pela mão do papa Celestino III na cidade de Roma, juntamente com a sua esposa.
No ano de 1190 e também em 1193 tentou impor-se aos nobres alemães que lhe ofereciam resistência e eram liderados por Henrique XII de Baviera também denominado por Henrique, o Leão e que tiveram a ajuda do papado e do rei Ricardo I de Inglaterra, não tendo no entanto grande êxito pois apesar da vitória alcançada não obteve o seu principal objetivo que era converter em hereditário o trono germânico que era sempre uma fonte de problemas da nobreza alemã com o papado e a Inglaterra.
Em 1194, depois dos seus intentos estarem derrotados recebeu o trono da Sicília em 1191 praticamente pela força das armas e depois de o haver reivindicado devido à herança por direito da sua esposa.
Em 1197, o poder tirânico do rei estrangeiro na Itália deu origem a revoltas, especialmente no sul da Sicília, que os soldados alemães reprimiram cruelmente. No mesmo ano, Henrique preparou a Cruzada, mas em 28 de setembro morreu na cidade italiana de Messina, por malária embora seja também aventada a hipótese de envenenamento.
O seu filho Frederico II herdaria tanto o Reino da Sicília como a o Sacro Império Romano-Germânico.

## Relações familiares
Foi filho do imperador Frederico I (1122 – 1190) e de Beatriz I da Borgonha (1145 - 15 de novembro de 1184)), condessa da Borgonha. Casou em 27 de janeiro de 1186 com Constança da Sicília, (2 de novembro de 1154 - 27 de novembro de 1198), de quem teve:
1. Frederico II (Jesi, 26 de dezembro de 1194 — Castel Fiorentino, Apúlia, 13 de dezembro de 1250), foi Rei da Sicília (1197-1250), Rei de Salonica, Rei de Chipre, Rei de Jerusalém, Rei dos Romanos e Rei da Germânia e Imperador Romano-Germânico (1220-1250). Casou por quatro vezes, com:
  1. Constança de Aragão, (1179 – Catânia, 23 de junho de 1222) infanta de Aragão;
  2. Isabel II de Jerusalém, (1212 – Andria, 25 de abril de 1228) rainha de Jerusalém;
  3. Isabel da Inglaterra, (1214 – 1 de dezembro de 1241) princesa de Inglaterra;
  4. Bianca Lancia (1200 ou 1210 - 1244).